# كوبا أمريكا تحت 20 سنة 2001
كوبا أمريكا تحت 20 سنة 2001 (بالإسبانية: Campeonato Sudamericano Sub-20 de 2001)‏ هو الموسم 20 من كوبا أمريكا تحت 20 سنة. أشرف على تنظيمه كونميبول، وكان عدد الأندية المشاركة فيه 10، وفاز فيه منتخب البرازيل تحت 20 سنة لكرة القدم.